# Zastava Nezavisne Države Hrvatske
Zastava Nezavisne Države Hrvatske određena je zakonskom odredbom o državnom grbu, državnoj sastavi, Poglavnikovoj zastavi, državnom pečatu, pečatima državnih i samoupravnih ureda od 28. travnja 1941. godine.

## Inačice

### Državna zastava NDH
Državna zastava Nezavisne Države Hrvatske je zastava s tri vodoravno položena polja i to: najviše crveno (boje krvi), pod njim bijelo, a pod tim modro. Visina te zastave prema širini je u omjeru 2:3 ili 2:5. U sredini bijelog polja je državni grb Nezavisne Države Hrvatske bez tropletne vitice. Postavljen je od crvenog i modrog polja daleko, koliko je duga stranica jedne četvorine u grbu. Na crvenom polju kraj koplja nalazi se vitica, kao ona na grbu, izvedena crveno tako, da je njena površina ostavljena bijela. U njenom bijelom polju je veliko tamno modro slovo U. Određeno je da se rabi svagdje, osim kod ratne mornarice.

### Hrvatska narodna zastava
Bilo je određeno da unutar države ostaje svagdje osim na državnim i samoupravnim zgradama do daljnje odredbe u uporabi dosadanja hrvatska narodna zastava: crveno, bijelo i modra u vodoravnom položaju.
- Hrvatska narodna zastava u omjeru 3:5

## Poglavnikova zastava
Poglavnikova zastava, koja se izlaže na njegovu uredu, na njegovom stanu, ako je on tamo i koja se uz njega nosi prigodom svih svečanih zgoda, je zastava od 25 četvorinskih polja, naizmjence srebrnih i crvenih (boje krvi), poredanih u pet redova tako, da je u gornjem prvom redu bijelo polje prvo. U tom redu na prvom bijelom gornjem polju do koplja je opisana pod 1. (u zakonskoj odredbi) vitica izvedena u srebru na bijeloj površini, a u sredini vitice je veliko tamno modro slovo U. Oko tih 25 polja je uzak zlatni rub, a oko toga vanjski obrub, sastavljen od četvorina, koje su diagonalno razdijeljene bijelom prugom. Gornji tako nastali trokut je crven (boje krvi) a dolnji modar. Tri te četvrtine dolaze na dužinu jednog četvorinskog polja zastave.

## Vojne zastave

### Zastava ratne mornarice NDH
Zastava ratne mornarice NDH je 25 pačetvorinskih polja, bijelih i crvenih (boje krvi), poredanih naizmjence u pet redova tako, da je u prvom gornjem redu početno polje bijelo. Pačetvorine su omjera: visina prema širini 2:3. Odredbom se ta zastava rabila na svima ratnim brodovima, na svima uredima i jedinicama ratne mornarice.
- Krmena zastava (1941. – 1944.)
- Pramčana zastava (1944. – 1945.)
- Trgovačka zastava (Civilna pomorska zastava),[3] do 1945.